# Pararaneus spectator
Pararaneus spectator là một loài nhện trong họ Araneidae.
Loài này thuộc chi Pararaneus. Pararaneus spectator được Ferdinand Karsch miêu tả năm 1885.